# Eszter Dara
Eszter Dara (Budapest, 30 de mayo de 1990) es una deportista húngara que compitió en natación.
Ganó una medalla de oro en el Campeonato Europeo de Natación de 2010 y una medalla de bronce en el Campeonato Europeo de Natación en Piscina Corta de 2008.
Participó en dos Juegos Olímpicos de Verano, en los años 2008 y 2012, ocupando el sexto lugar en Pekín 2008, en la prueba de 4 × 200 m libre.

## Palmarés internacional
| Campeonato Europeo                  | Campeonato Europeo | Campeonato Europeo | Campeonato Europeo |
| Año                                 | Lugar              | Medalla            | Prueba             |
| ----------------------------------- | ------------------ | ------------------ | ------------------ |
| 2010                                | Budapest (Hungría) | Medalla de oro     | 4 × 200 m libre    |
| Campeonato Europeo en Piscina Corta |                    |                    |                    |
| Año                                 | Lugar              | Medalla            | Prueba             |
| 2008                                | Rijeka (Croacia)   | Medalla de bronce  | 100 m mariposa     |